# Пісочне (Кілемарський район)
Пісо́чне (рос. Песочное, марій. Песоксола) — присілок у складі Кілемарського району Марій Ел, Росія. Входить до складу Нежнурського сільського поселення.

## Населення
Населення — 12 осіб (2010; 7 у 2002).
Національний склад (станом на 2002 рік):
- росіяни — 57 %
- марі — 43 %